# Ferdinand Stöckl
Ferdinand von Stöckl zu Gerburg (10. prosince 1793 Landeck – 1. října 1876 Vídeň) byl rakouský soudce a politik německé národnosti z Tyrolska, během revolučního roku 1848 poslanec Říšského sněmu.

## Biografie
Roku 1817 absolvoval práva na Vídeňské univerzitě. Nastoupil pak k zemskému soudu v Sonnenburgu jako praktikant. Roku 1818 se stal auskultantem na občanském a trestním soudu v Bolzanu. V roce 1823 pak nastoupil jako aktuár na c. k. kolegiální soud ve Feldkirchu a počátkem roku 1826 se stal radou kolegiálního soudu v Trentu. Později zastával stejnou funkci v Innsbrucku. Roku 1836 nastoupil na post rady apelačního soudu pro Tyrolsko a Vorarlbersko. Roku 1849 se uvádí jako Ferdinand Stöckl, apelační rada v Innsbrucku. Měl titul dvorního rady. Na podzim 1861 mu byl udělen Císařský rakouský řád Leopoldův a byl povýšen do rakouského rytířského stavu. Od roku 1850 působil na Nejvyšším soudním a kasačním dvoře. V roce 1868 odešel do penze a při té příležitosti obdržel Řád Františka Josefa.
Během revolučního roku 1848 se zapojil do veřejného dění. Ve volbách roku 1848 byl zvolen i na ústavodárný Říšský sněm. Zastupoval volební obvod Nauders. Tehdy se uváděl coby apelační rada. Na mandát rezignoval v listopadu 1848. Počátkem roku 1849 ho pak v parlamentu nahradil Anton Flora.
Zemřel počátkem října 1876 ve věku 84 let.